# In My Memory
In My Memory é o primeiro álbum de DJ Tiësto, lançado em 15 de Abril de 2001. O CD contém vocais de Jan Johnston, Nicola Hitchcock e Kirsty Hawkshaw (com quem Tiësto virá a fazer mais colaborações no futuro). O CD é todo produzido por Tiësto, à excepção da faixa "Obsession", produzida com Junkie XL. Deste álbum saíram cinco dos singles que marcam a carreira de Tiësto, como Dallas 4PM, Flight 643, Obsession, Suburban Train e Lethal Industry.

## Lista de faixas
1. Magik Journey - 9:59
2. Close To You (com Jan Johnston) - 5:02
3. Dallas 4PM - 6:45
4. In My Memory (com Nicola Hitchcock) - 6:05
5. Obsession - 9:09
6. Battleship Grey (com Kirsty Hawkshaw) - 5:13
7. Flight 643 - 9:05
8. Lethal Industry - 6:49
9. Suburban Train - 10:23

## Paradas musicais
| País/Parada (2001)           | Melhor posição |
| ---------------------------- | -------------- |
| Países Baixos (Dutch Charts) | 25             |